# ميكائيل لوستيغ

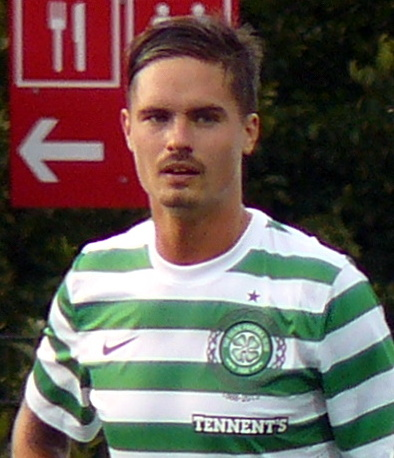

كارل مايكل لوستيغ (بالسويدية: Carl Mikael Lustig) (مواليد 13 ديسمبر 1986 في أوميو، السويد) لاعب كرة قدم سويدي يجيد اللعب في مركز الظهير الأيمن وقلب الدفاع ويلعب حاليا في نادي سيلتيك الاسكتلندي منذ 2012.

## مسيرته الكروية
لعب ميكائيل لوستيغ خلال مسيرته الاحترافية مع 5 أندية في تسعة عشر موسمًا وسجل خلالها 36 هدفًا ضمن 384 مباراة. حيث فاز في ثلاثة مواسم بالكأس وفي عشرة مواسم بالدوري.
خاض ميكائيل لوستيغ مسيرته مع Umeå FC ‏ في عامي 2004-2006 ولمدة موسمين، مشاركًا في 33 مباراة سجل خلالها هدفًا واحدًا. ثم انتقل إلى نادي سوندسفال ‏ في موسم 2005 ليلعب معه أربعة مواسم، حيث شارك في 81 مباراة سجل خلالها 8 أهداف. لينتقل بعدها إلى نادي روسنبورغ في موسم 2008 ليلعب معه أربعة مواسم، مشاركًا في 94 مباراة سجل خلالها 14 هدفًا. ثم انتقل إلى نادي سلتيك في موسم 2011–12 ليلعب معه ثمانية مواسم، مشاركًا في 160 مباراة سجل خلالها 13 هدفًا. هذا وانتقل لاحقًا إلى نادي غينت في موسم 2019–20 لمدة موسم واحد، مشاركًا في 16 مباراة ولم يسجل أي هدف.

## روابط خارجية
- ميكائيل لوستيغ على موقع الاتحاد الدولي (مؤرشف)  (الإنجليزية)
- ميكائيل لوستيغ على موقع الاتحاد الأوربي (الإنجليزية)
- ميكائيل لوستيغ على موقع اتحاد النرويج (النرويجية)
- ميكائيل لوستيغ على موقع اتحاد السويد (السويدية)
- ميكائيل لوستيغ على موقع إي إس بي إن إف سي (الإنجليزية)
- ميكائيل لوستيغ على موقع قاعدة بيانات كرة القدم.إي يو (الإنجليزية)
- ميكائيل لوستيغ على موقع ناشيونال فوتبول تيمز (الإنجليزية)
- ميكائيل لوستيغ على موقع Soccerbase.com (لاعب) (الإنجليزية)
- ميكائيل لوستيغ على موقع Soccerway.com (الإنجليزية)
- ميكائيل لوستيغ على موقع عالم كرة القدم.نت (الإنجليزية)